# Ёкомидзо, Сэйси
Сэйси Ёкомидзо (яп.横溝 正史); настоящее имя Масаси Ёкомидзо, (24 мая 1902 г. — 28 декабря 1981 г.) — японский писатель. Один из самых популярных в Японии авторов детективов. Тиражи его романов — более 55 миллионов экземпляров.

## Ранние годы
Родился 24 мая 1902 в городе Кобе, префектура Хиого. Детективами увлёкся ещё в юности, а в 1921 году опубликовал свой первый рассказ в детективном жанре.
Окончил Фармацевтический колледж Осаки (в настоящее время часть Университета Осаки) по специальности фармацевт и изначально намеревался работать в семейной аптеке. Однако, привлечённый его интересом к литературе и поддержкой Эдогавы Рампо, вместо этого он отправился в Токио, где в 1926 году был нанят издательской компанией Hakubunkan. После работы главным редактором нескольких журналов он ушёл в отставку в 1932 году, чтобы полностью посвятить себя писательству.

## Литературная карьера
В июле 1934 года во время лечения в горах Нагано, пишет свой первый роман Onibi, который был опубликован в 1935 году. Его части немедленно попали под цензуру. Несмотря на это, Ёкомидзо пишет второй роман Ningyo Sashichi torimonocho (1938—1939). Во время Второй мировой войны, однако, сталкивается с проблемами при публикации своих произведений и испытывает серьёзные экономические трудности. Отсутствие стрептомицина и других антибиотиков также означало, что его туберкулёз нельзя было вылечить должным образом, и он шутил с друзьями, что это была гонка за то, умрёт ли он от болезни или от голода.
После окончания Второй мировой войны его книги получили широкое признание, у него появилось огромное количество поклонников. Он опубликовал множество работ в журнале Weekly Shōnen Magazine в сериализованной форме: в большинстве его романов расследованием загадочных убийств занимается частный сыщик Коскэ Киндаити. Произведения Ёкомидзо стали образцом жанра для послевоенных японских авторов детективов и принесли ему титул «великого мастера готического романа-тайны». Критики в англоязычных странах часто называют его «Японским Джоном Диксоном Карром»

## Память
В честь Ёкомидзо Сейси организована литературная премия, учрежденная в 1980 году издательством Kadokawa Shoten и Tokyo Broadcasting System. Присуждается ежегодно ранее неопубликованному произведению в жанрах детектива и ужаса. Победитель получает статуэтку Коскэ Киндаити и денежное вознаграждение в размере 5 000 000 иен, что делает премию одной из самых престижных в Японии. Кроме того, победный рассказ публикуется Кадокавой Шотен и по нему снимается художественный фильм.     

## Переводы на русский язык
- «Деревня восьми могил» – М., «Иностранка» , 2005.
- «Клан Инугами»  – М., «Иностранка» , 2005.
- «Белое и черное» – М., «Иностранка» , 2006.
- «Бал-маскарад» – М., «Иностранка» , 2006.